# منشر

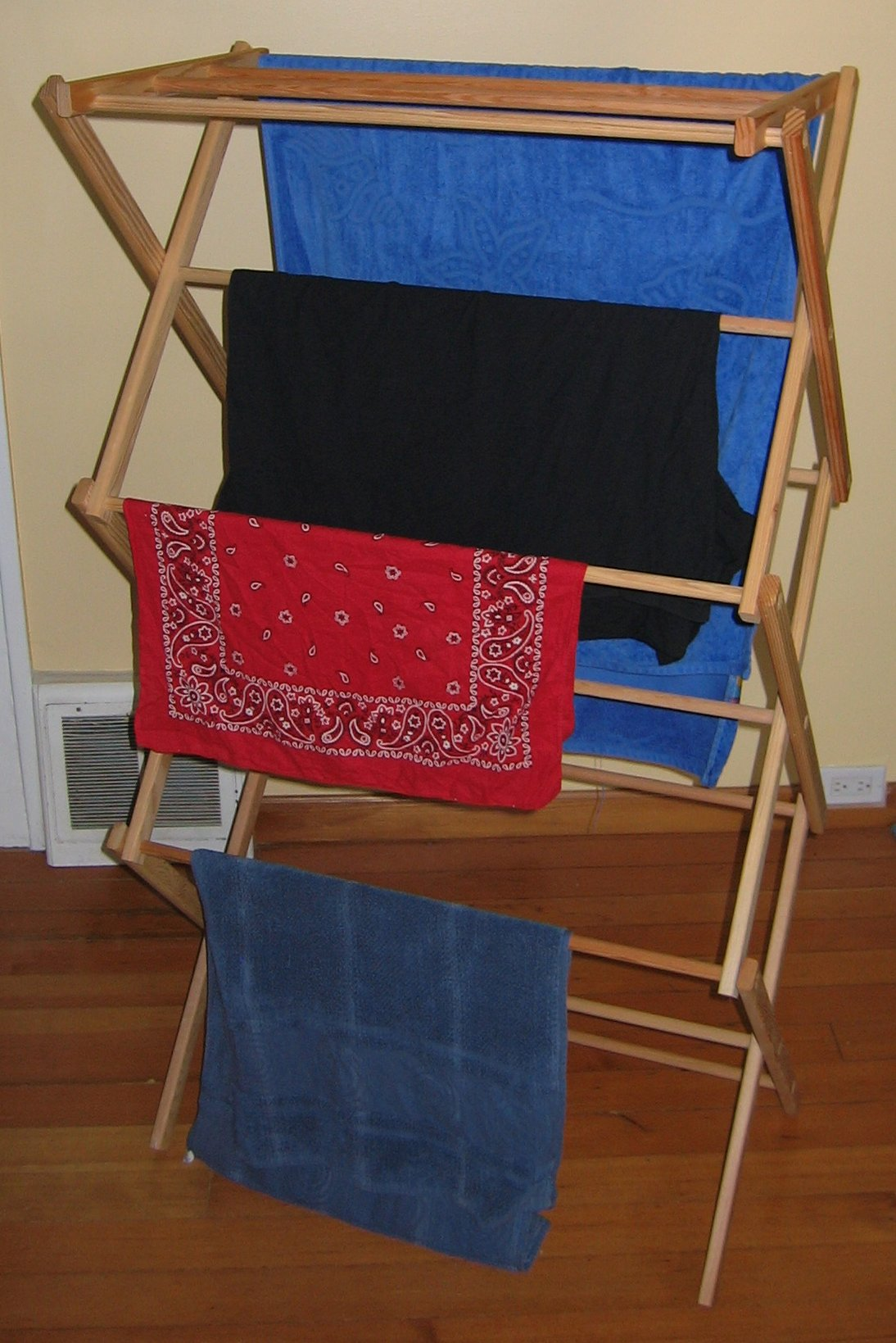
منشر

المِنْشَر إطارٌ محمولٌ يُنشر عليه الغسيل الرطب ليَجِفَّ عن طريق التبخر. قد يكون الإطار مصنوعًا من الخشب أو المعدن أو البلاستيك، فهي قطعة رخيصة الثمن منخفضة التقنية من معدات الغسيل، على عكس مجفف الملابس، الذي يتطلب الكهرباء للعمل. قد يُوضَع المنشر في المواسم البااردة بجانب المدفأة لتدفئة الملابس قبل ارتدائها، لاسيما للرضع والأطفال. ربما قل استخدام المنشر لانتشار مجففات الملابس الكهربائية بأسعار معقولة. 